# Kutambaru (Lawe Bulan)
Kutambaru is een bestuurslaag in het regentschap Aceh Tenggara van de provincie Atjeh, Indonesië. Kutambaru telt 533 inwoners (volkstelling 2010).